# Bulbophyllum olivinum
Bulbophyllum olivinum là một loài phong lan thuộc chi Bulbophyllum.